# Брук (округ)
Брук (англ. Brooke County) — один из 55 округов штата Западная Виргиния в США.

## Описание
Округ расположен в северной части штата, с севера и юга граничит с другими округами штата, с запада — с Огайо, с востока — с Пенсильванией. Назван в честь 10-го губернатора Виргинии (1794—1796) Роберта Брука. Административный центр — Уэлсберг. Открытые водные пространства составляют 8 км² (3,7% от общей площади округа в 238 км²).
В XIX веке в округе было широко развито производство зерна, на берегу Буффало-Крик была построена верфь, с 1813 года начинают появляться многочисленные стекольные заводы — и стекольная промышленность останется ведущей отраслью округа вплоть до 1960-х годов. В XX веке округ из сельскохозяйственного начинает превращаться в индустриальный: вокруг многочисленных угольных шахт закладываются новые города, появляются химические и сталеплавильные заводы.

## История
Округ был образован 30 ноября 1796 года путём отделения части округа Огайо. До 1848 года являлся самым северным округом штата. В 1840 году в округе открылся первый колледж в штате — Бетани Колледж, в 1969 году — единственная высшая школа округа Brooke High School.

## Транспорт
Через округ проходят следующие крупные автодороги:
- федеральная трасса U.S. Route 22
- трасса West Virginia Route 2
- трасса West Virginia Route 27
- трасса West Virginia Route 67
- трасса West Virginia Route 88

## Население
По состоянию на 2011 год в округе существуют серьёзные демографические проблемы.

### Историческая динамика численности
| 1800 год — 4706 жителей 1810 — 5843 (+24,2%) 1820 — 6631 (+13,5%) 1830 — 7041 (+6,2%) 1840 — 7948 (+12,9%) 1850 — 5054 (-36,4%) 1860 — 5494 (+8,7%) 1870 — 5464 (-0,5%) | 1880 — 6013 (+10,0%) 1890 — 6660 (+10,8%) 1900 — 7219 (+8,4%) 1910 — 11 098 (+53,7%) 1920 — 16 527 (+48,9%) 1930 — 24 663 (+49,2%) 1940 — 25 513 (+3,4%) 1950 — 26 904 (+5,5%) | 1960 — 28 940 (+7,6%) 1970 — 29 685 (+2,6%) 1980 — 31 117 (+4,8%) 1990 — 26 992 (-13,3%) 2000 — 25 447 (-5,7%) 2010 — 24 069 (-5,4%) 2011 — 23 844 (оценка) |

### Расовый состав
- Белые — 97,9%
- Афроамериканцы — 0,9%
- Азиаты — 0,3%
- Коренные американцы — 0,1%
- Гавайцы или уроженцы Океании — 0,0%
- Две и более расы — 0,7%
- Прочие — 0,1%
- Латиноамериканцы (любой расы) — 0,4%

По данным переписи населения 2000 года в округе проживает 25 447 жителей в составе 10 396 домашних хозяйств и 7 152 семей. Плотность населения составляет 111 человек на км². На территории округа насчитывается 11 150 жилых строений, при плотности застройки 48 строений на км².
В составе 26,90 % из общего числа домашних хозяйств проживают дети в возрасте до 18 лет, 55,30 % домашних хозяйств представляют собой супружеские пары проживающие вместе, 9,90 % домашних хозяйств представляют собой одиноких женщин без супруга, 31,20 % домашних хозяйств не имеют отношения к семьям, 27,90 % домашних хозяйств состоят из одного человека, 14,40 % домашних хозяйств состоят из престарелых (65 лет и старше), проживающих в одиночестве. Средний размер домашнего хозяйства составляет 2,36 человека, и средний размер семьи 2,88 человека.
Возрастной состав округа: 20,40 % моложе 18 лет, 9,40 % от 18 до 24, 25,80 % от 25 до 44, 26,00 % от 45 до 64 и 18,30 % от 65 и старше. Средний возраст жителя округа 41 лет. На каждые 100 женщин приходится 91,80 мужчин. На каждые 100 женщин старше 18 лет приходится 89,90 мужчин.
Средний доход на домохозяйство в округе составлял 32 981 USD, на семью — 39 948 USD. Среднестатистический заработок мужчины был 34 397 USD против 19 711 USD для женщины. Доход на душу населения составлял 17 131 USD. Около 9,50 % семей и 11,70 % общего населения находились ниже черты бедности, в том числе — 16,40 % молодежи (тех кому ещё не исполнилось 18 лет) и 9,10 % тех кому было уже больше 65 лет.

## Достопримечательности
- Заповедники:
  - Cross Creek Wildlife Management Area
  - Ohio River Islands National Wildlife Refuge (частично)
  - Castleman Run Lake Wildlife Management Area (частично)